# Gut Holz Eppenbrunn
Gut Holz Eppenbrunn oder auch SKK Gut Holz Eppenbrunn ist ein Leistungssport-Kegelverein aus Eppenbrunn mit 60-jähriger Tradition. 1987 gelang der Aufstieg in die Erste Bundesliga, deren Classement ein weiteres Jahr gehalten werden konnte.
Der Verein wurde offiziell am 19. Februar 1965 von 15 Mitgliedern gegründet. Vorsitzender war Hans Kupper, Sportwart Roland Ruprecht. Die Gründungsmitglieder hatten bereits seit 1963 im Saarbacher Hammer regelmäßig gekegelt, ab 1964 erfolgte nach Fertigstellung einer dreibahnigen Kegelbahn im Gästehaus Kupper in Eppenbrunn der Wechsel dorthin. Bereits zur Wintersaison 1965/66 konnten zwei Mannschaften für die C-Klasse gemeldet werden, von denen kurioserweise im März 1966 die zweite Mannschaft in die B-Klasse aufstieg. Bereits 1967 wurde eine Jugendabteilung gegründet, im November 1970 eine Damenabteilung.

## Spielhistorie
1970 wurde Gut Holz Eppenbrunn zum ersten Mal Landesmeister. Zur Aufstiegsfeier erschien selbst der Präsident des Deutschen Kegler-Bundes, Dr. Hans Baum. 1970 wurde der Altschloßpokal gestiftet, der bis 1988 jährlich im Mai ausgespielt wurde. In seiner Blütezeit 1979 bis 1981 waren über 100 Mannschaften am Start.
1971 wird die 12-jährige Rosi Kupper Landesmeisterin der weiblichen B-Jugend und erreicht bei den Deutschen Meisterschaften den sechsten Platz. 1975 geht sie als Mitglied der Jugendnationalmannschaft in Wien als Siegerin von der Bahn. Ebenfalls 1971 wird die vierte Bahn im Vereinshaus eingeweiht. Die Saison 1973/74 beendet die erste Mannschaft als Vizemeister der Kreisklasse.
Am Ende der Saison 1980/81 gelang es Gut Holz Eppenbrunn, nach 1969 zum zweiten Mal in die 1. Landesliga Rheinland-Pfalz aufzusteigen. Ein Jahr später konnte wieder ein Aufstieg gefeiert werden, diesmal in die 2. Bundesliga Nord. Bis in die Saison 1985/86 konnte diese Klasse auf guten Mittelfeldplätzen gehalten werden, bevor in der nachfolgenden Saison, auch durch den „Neu“zugang Georg Arenth, Gut Holz Eppenbrunn Meister der 2. Bundesliga wurde. Erst in der Saison 1989/90 war der Verein wieder in der 2. Bundesliga Nord anzutreffen.
Nach dem Tod des Promoters des Kegelns in Eppenbrunn, Hans Kupper, im Januar 2011 und dem Rückgang des Interesses im Verein soll die vierbahnige Anlage im Winter 2011/12 zugunsten eines größeren Wellness-Bereiches des Gästehauses Kupper auf eine Bahn reduziert werden.